# Artur Kapp
Artur Kaap (28 de fevereiro de 1878, 14 de janeiro de 1952)  foi um compositor estoniano, nascido em Suure-Jaani, é considerado como o fundador da Música sinfônica estoniana.